# The Red Hot Chili Peppers
The Red Hot Chili Peppers – pierwszy album studyjny zespołu Red Hot Chili Peppers, wydany w 1984 roku przez wytwórnię płytową EMI America.

## Twórcy
- Anthony Kiedis – śpiew
- Jack Sherman – gitara elektryczna
- Flea – gitara basowa
- Cliff Martinez – instrumenty perkusyjne

### Lista utworów
1. „True Men Don't Kill Coyotes” (Flea, Kiedis, Martinez, Sherman) – 3:40
2. „Baby Appeal” (Flea, Kiedis, Martinez, Sherman) – 3:40
3. „Buckle Down” (Flea, Kiedis, Martinez, Sherman) – 3:24
4. „Get Up and Jump” (Flea, Irons, Kiedis, Slovak) – 2:53
5. „Why Don't You Love Me (Like You Used To Do)” (Williams) – 3:25
6. „Green Heaven” (Flea, Irons, Kiedis, Slovak) – 3:59
7. „Mommy Where's Daddy” (Flea, Kiedis, Martinez, Sherman) – 3:31
8. „Out in L.A.” (Flea, Irons, Kiedis, Slovak) – 2:00
9. „Police Helicopter” (Flea, Irons, Kiedis, Slovak) – 1:16
10. „You Always Sing” (Flea, Kiedis, Martinez, Sherman) – 0:19
11. „Grand Pappy Du Plenty” (Flea, Gill, Kiedis, Martinez, Sherman) – 4:14